# Instituto de Ciencias de la Vid y del Vino

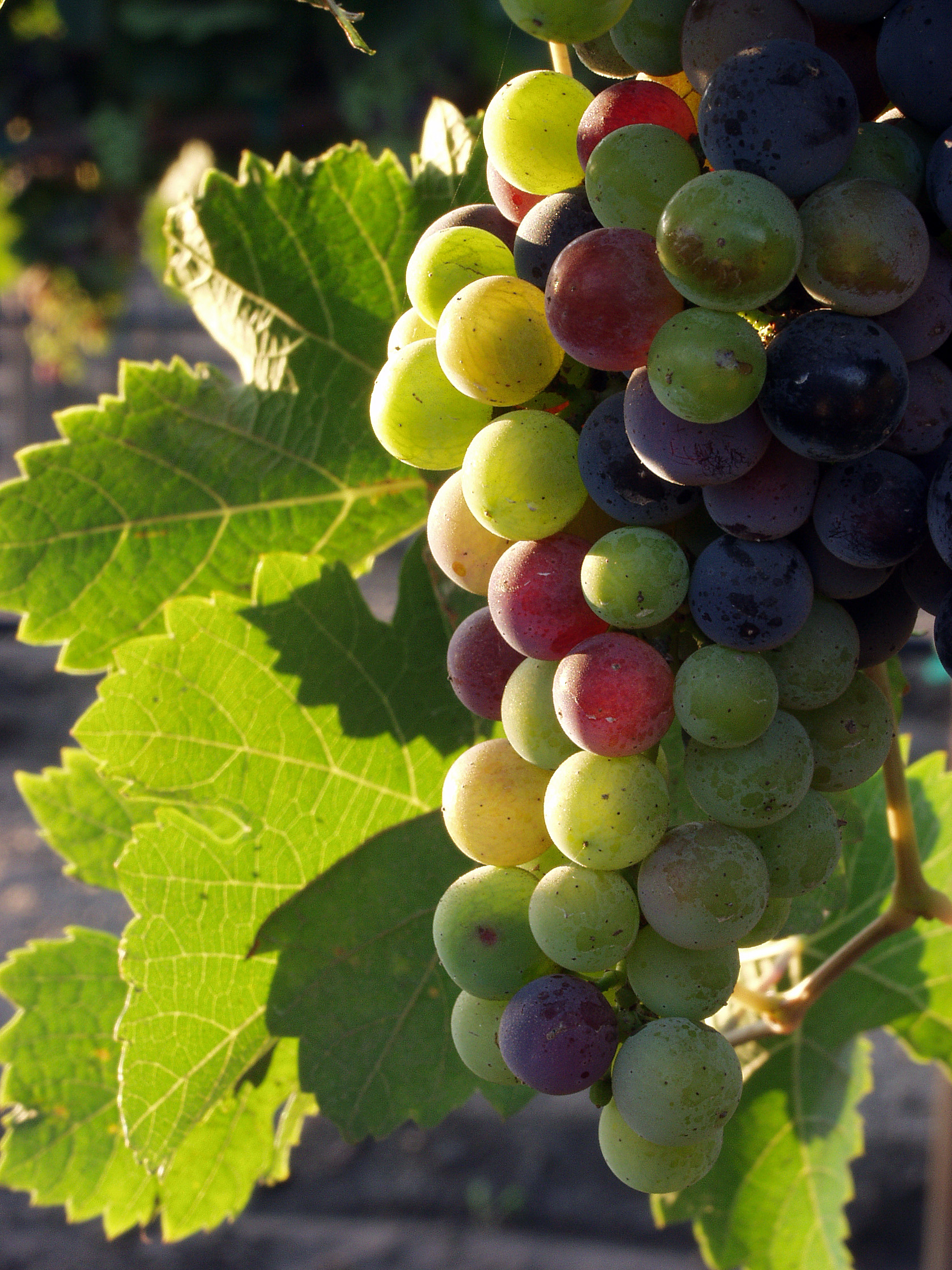

Das Instituto de Ciencias de la Vid y del Vino (ICVV) ist eine Forschungseinrichtung, die an das Consejo Superior de Investigaciones Científicas (CSIC) in Madrid (Spanien) angegliedert ist. Ihre Aufgabe ist die Forschung und Entwicklung in den Bereichen Weinbau und Önologie einem Sektor von großer Bedeutung für die spanische Wirtschaft.
Das ICVV ist ein Gemeinschaftsprojekt. Neben der CSIC ist die  autonome Gemeinschaft La Rioja und die Universität La Rioja beteiligt. Das Institut fördert den Transfer wissenschaftlicher und technologischer Ergebnisse in die Wirtschaft, so dass seine Forschung in praktischen Anwendungen mündet, die zur Entwicklung des Weinbaus in Spanien beitragen sollen. Das ICVV ist weltweit gefragter Forschungs- und Entwicklungsdienstleister im Bereich der angewandten Weinbautechnik, es unterstützt auch die Hochschulausbildung in Weinbau und Önologie, insbesondere auf postgradualer Ebene.

## Aktuelle Forschungsprojekte
Die derzeit am ICVV stattfindende Forschung lässt sich in zwei übergeordnete Themenbereiche mit jeweils enger definierten Projekten unterteilen:

### Themenbereich Weinbau
- Genetik und Genomik der Weinreben (Vitigen)
- Präzision im Weinbau (Televitis)
- Neue Techniken im Weinbau (i + vid)
- Management der Weinbau Faktoren (Vitiscida)

### Themenbereich Kellerwirtschaft
- Stoffwechsel, Genetik und Biotechnologie der Weinhefe (Microwine)
- önologische Biotechnologie (ur-biotech)
- Überwachung und mikrobiologische Kontrolle der Weinbereitung (Vinicida)
- Chemische und sensorische Wissenschaft der Kellerwirtschaft
- önologische Chemie und Technologie
- Sensorische Analyse, önologische Chemie und Technologie

Jedes Fachgebiet hat überdies noch eigene, in der Regel mehrjährige, Forschungsprojekte. Diese werden zum Teil auch interdisziplinär mit anderen Fachgebieten und externen Partnern bearbeitet (Detaillierte Beschreibungen von Forschungsschwerpunkten und -projekte sind auf der Homepage der Forschungseinrichtung unter dem jeweiligen Fachgebiet zu finden).

## Fachgebiete

### Abteilungen
- Weinbau
- Önologie

### Forschungsservice
- Instrumentelle Analytik
- Versuchskellereien
- Pflanzenbauwissenschaft

### Unterstützende Bereiche
Management und Verwaltung, Bibliothek und Dokumentation, Informationstechnik, biologische, chemische und radiologische Sicherheit